# تشعع بصري

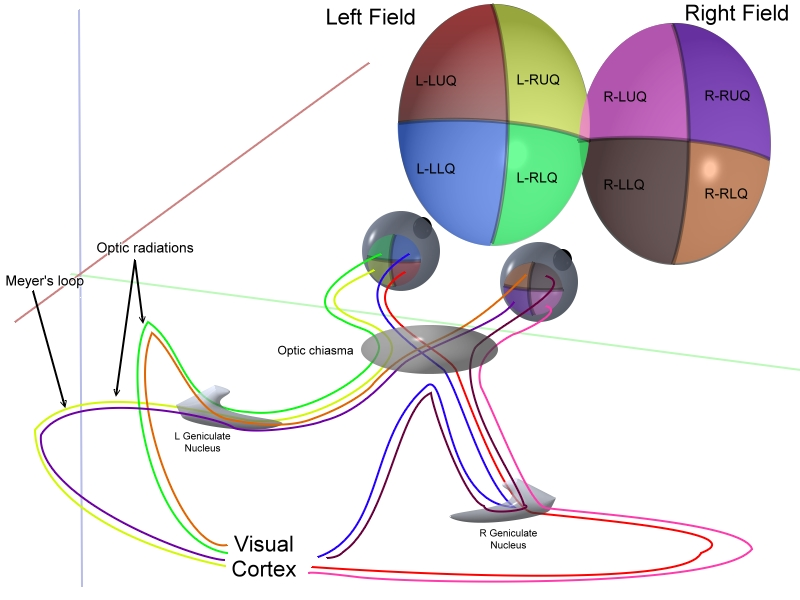
تشعع بصري

تشعع بصري(بالإنجليزي: Optic radiation)هو تتابع مجموعة محاور عصبية في نواة ركبية وحشية التي تحمل المعلومات البصرية للقشرة البصرية (القشرة المخططة) على طول الشق المهمازي الموجودة على جوانب الدماغ.

## أنواعه
| المصدر                         | المسار                                                                                | المعلومات                                   | الأضرار                                               |
| • ألياف من شبكية العين السفلى  | تمر عبر الفص الصدغي                                                                   | نقل المعلومات من الجزء العلوي للمجال البصري | تضرر حلقة ماير يؤدي إلى العمى الربعي العلوي           |
| • ألياف من شبكية العين العلوية | العودة مباشرة من الفص الجداري إلى الفص القذالي في الكبسولة الخلفية إلى القشرة البصرية | نقل المعلومات من الجزء السفلي للمجال البصري | عند أخذ مسار أقصر فإن هذه الألياف تكون أقل عرضة للتلف |

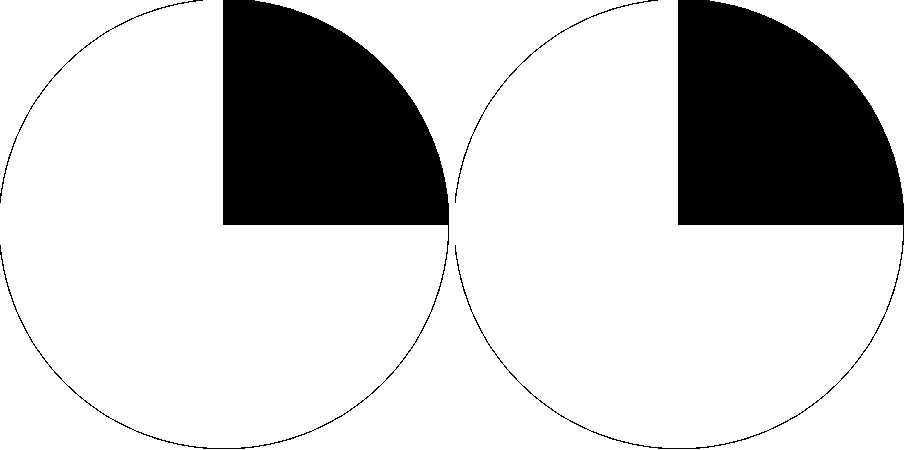
عمى ربعي علوي أيمن

## صور إضافية

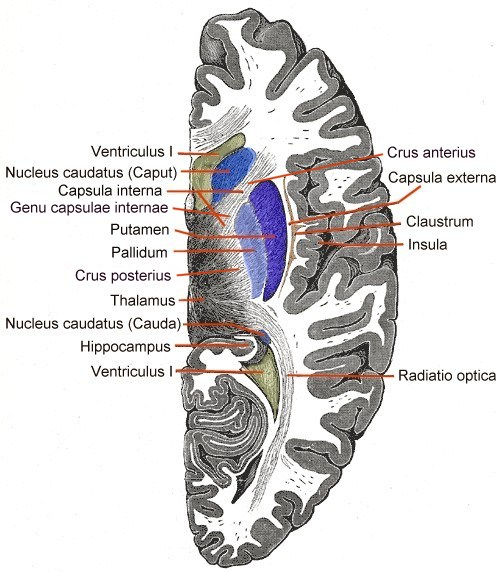
الجزء الأفقي من نصف كرة المخ اليمنى.
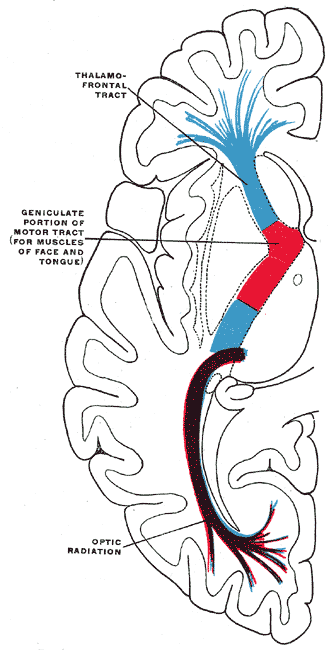
الرسم البياني للمساحات داخل الكبسولة.
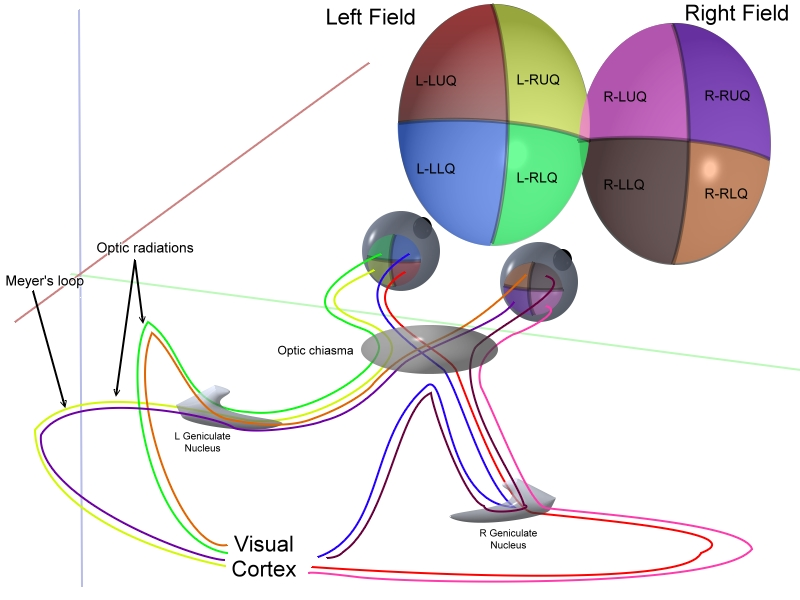
تخطيط ثلاثي الأبعاد للمساحات الضوئية

## وصلات خارجية
- Kier LE, Staib LH, Davis, LM, Bronen, RA (1 مايو 2004). "MR Imaging of the Temporal Stem: Anatomic Dissection Tractography of the Uncinate Fasciculus, Inferior Occipitofrontal Fasciculus, and Meyer's Loop of the Optic Radiation". Am J Neuroradiology. ج. 25 ع. 5: 677–691. PMID:15140705. مؤرشف من الأصل في 2011-09-27. اطلع عليه بتاريخ 2007-12-19.{{استشهاد بدورية محكمة}}:  صيانة الاستشهاد: أسماء متعددة: قائمة المؤلفين (link)
- http://www2.umdnj.edu/~neuro/studyaid/Practical2000/Q34.htm نسخة محفوظة 12 مايو 2007 على موقع واي باك مشين.